# جاك ليتل (ملحن)
جاك ليتل (بالإنجليزية: Jack Little)‏ هو ملحن ومغني وكاتب أغاني أمريكي، ولد في 30 مايو 1899، وتوفي في 9 أبريل 1956.

## وصلات خارجية
- جاك ليتل على موقع IMDb (الإنجليزية)
- جاك ليتل على موقع ميوزك برينز (الإنجليزية)
- جاك ليتل على موقع أول ميوزيك (الإنجليزية)
- جاك ليتل على موقع ديسكوغز (الإنجليزية)